# Liste des cimetières de Reims
Pour les articles homonymes, voir cimetière de l'Est et cimetière du Nord.
Principaux cimetières de Reims.

## Historique des cimetières
Jusqu'à la fin du XVIIIe siècle, les morts étaient ensevelis à proximité des églises dans des fosses, individuelles ou collectives, marquées d'une croix. Le temps passait puis les restes étaient regroupés dans des charniers et ossuaires. À Reims, la situation devient critique. Le principal cimetière de la ville, face au parvis de la cathédrale (approximativement sous le square René-et-Henri-Druart), parvient à saturation. Une expertise faite par la faculté de Médecine de Reims en 1786, alerte sur les dangers liés à la réouverture des fosses pour libérer de la place.

## Cimetière du Nord
Le cimetière du Nord est le plus ancien de la ville. Construit à la fin du XVIIIe siècle et inauguré le 8 juillet 1787, il contient les restes de la plupart des citoyens qui depuis ont illustré la ville.

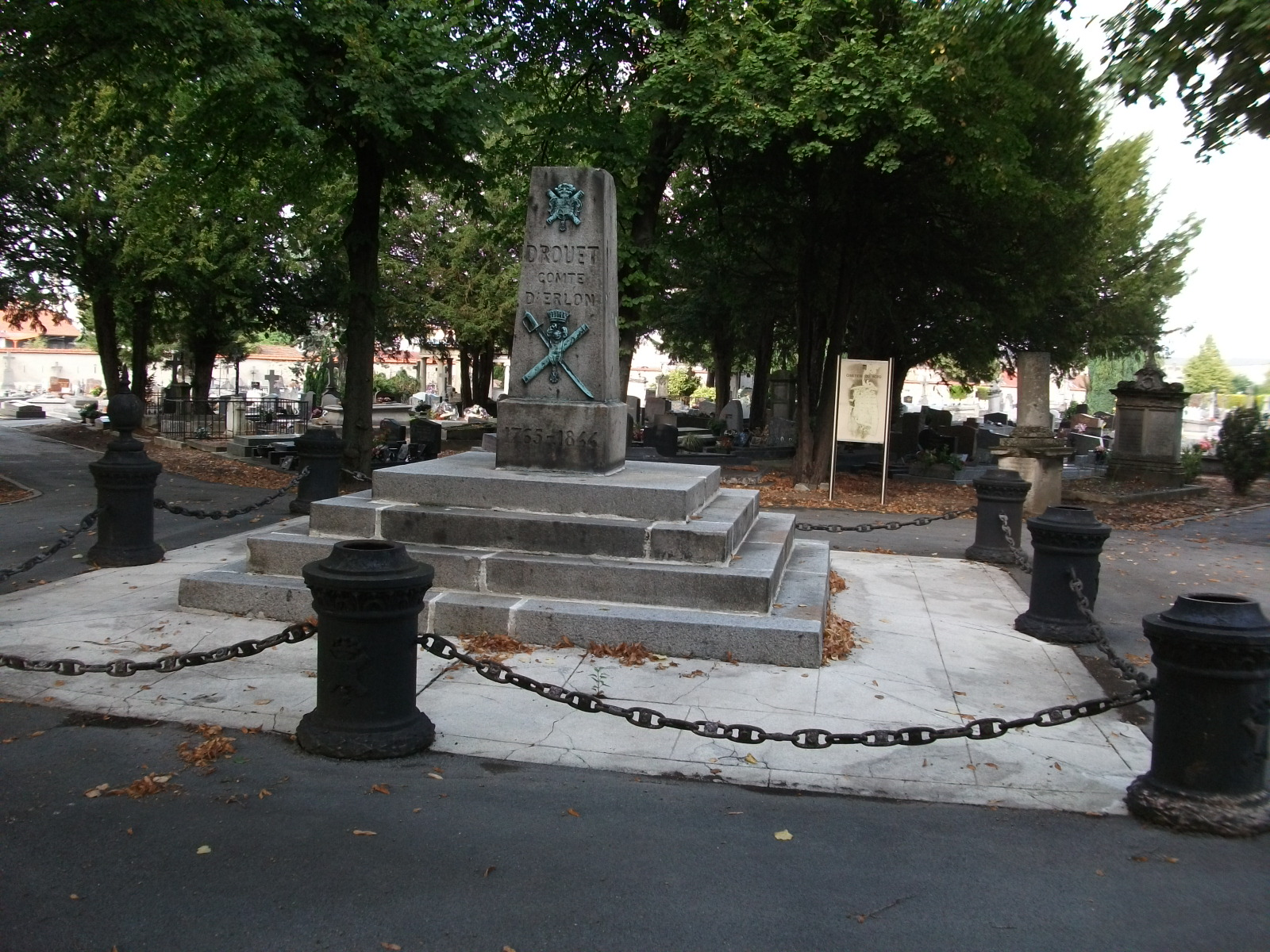
Drouet comte d'Erlon au centre d'un carrefour.

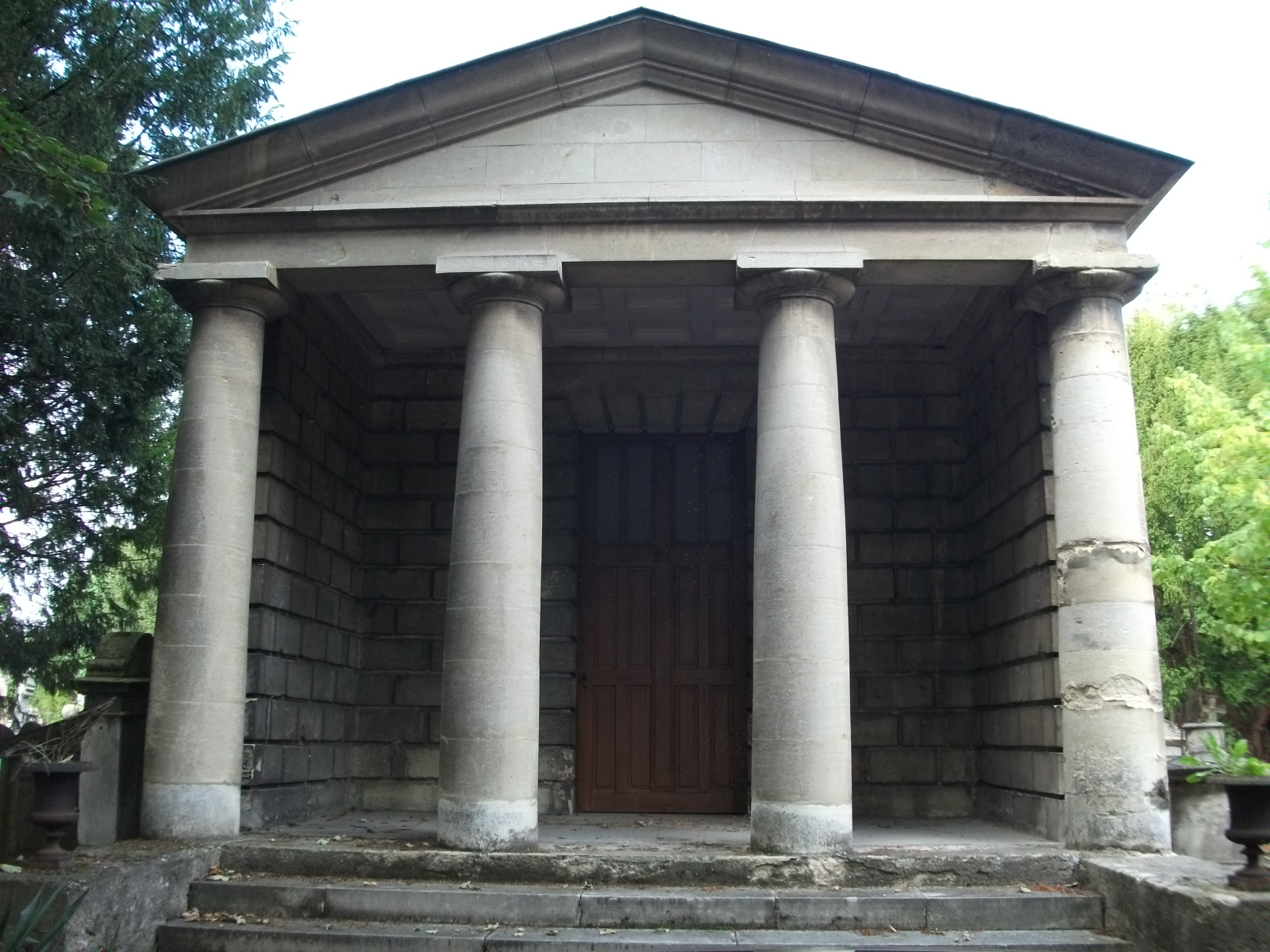
La chapelle Sainte-Croix.

Parmi eux, il faut surtout distinguer les tombes de l'abbé Miroy, du maréchal de France Jean-Baptiste Drouet d'Erlon et de Mme la Veuve Clicquot. Y sont aussi inhumés des maires de la ville du XIXe siècle, le général Marie Claude Bernard Verrier, Aubin Louis Hédouin de Malavois, Isaac Holden, Jacques Quentin Tronsson-Lecomte.
Le cimetière comporte quelques mémorials, dont un pour les médailles de la médaille militaire qui jouxte celui des médaillés de la Légion d'honneur, et un carré militaire regroupant principalement des morts de la Grande Guerre.
La chapelle Sainte-Croix est classée Monument historique depuis le 15 novembre 1927. Elle fut construite en 1788 sur les plans de l'architecte Nicolas Serrurier.
Le cimetière est actuellement enclavé par l'emprise de la voie ferrée, le boulevard et la rue du Champ-de-Mars. Depuis 2018 il s'affiche complet.

## Cimetière du Sud

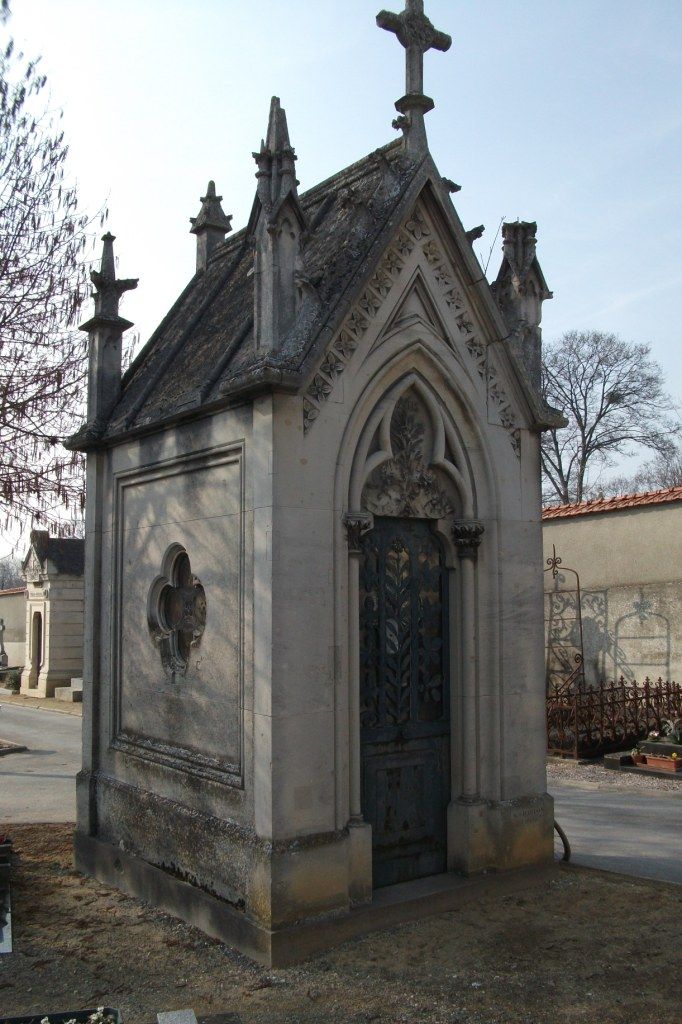
Chapelle au cimetière du Sud.

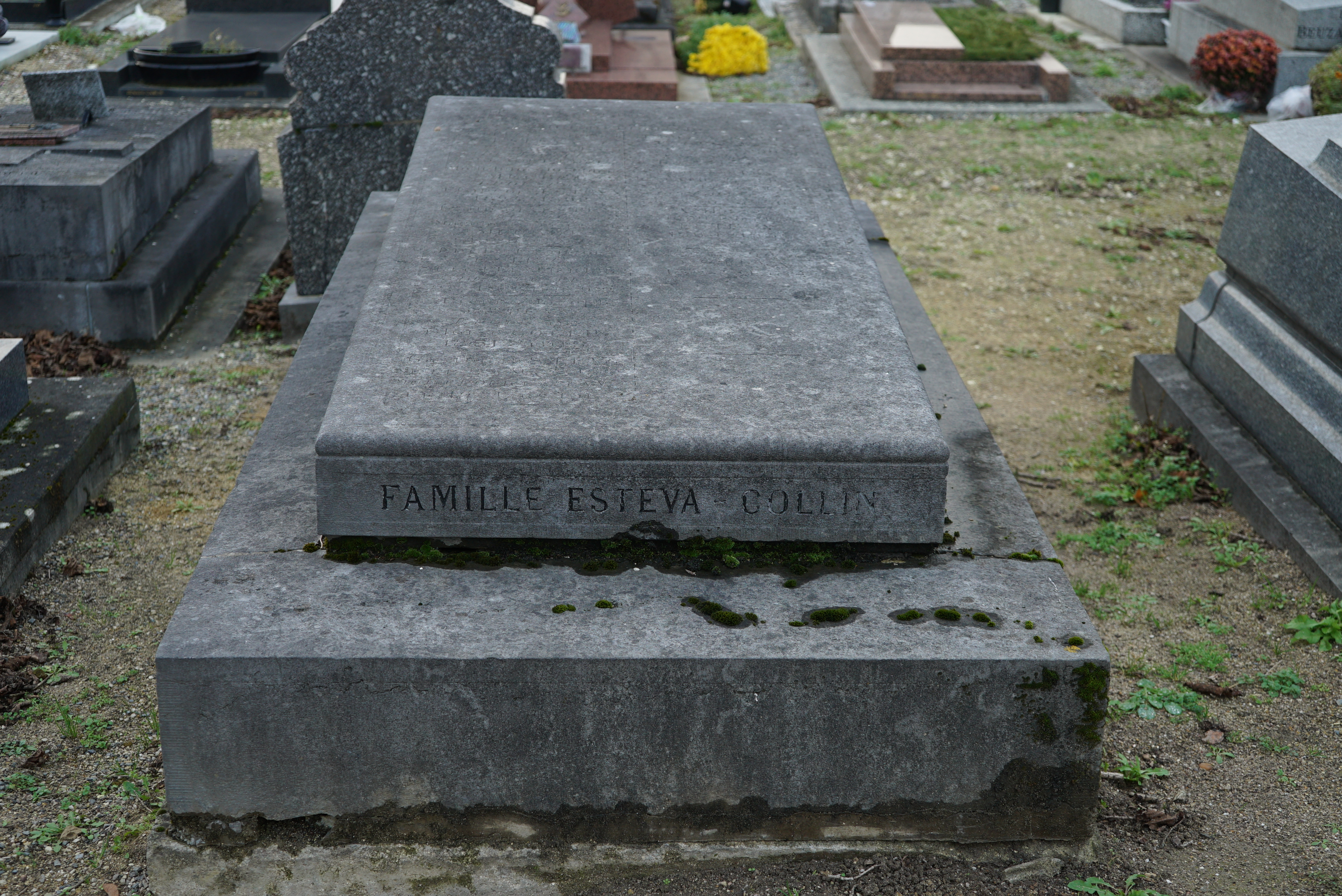
Pierre Esteva dans le caveau familial.

Il a été ouvert en 1843. Il se situe boulevard Dieu-Lumière.
Une sculpture de Gustave Navlet se trouve sur la tombe de son épouse, datée de 1900, la stèle a été déplacée dans le cimetière.

## Cimetière de l'Est

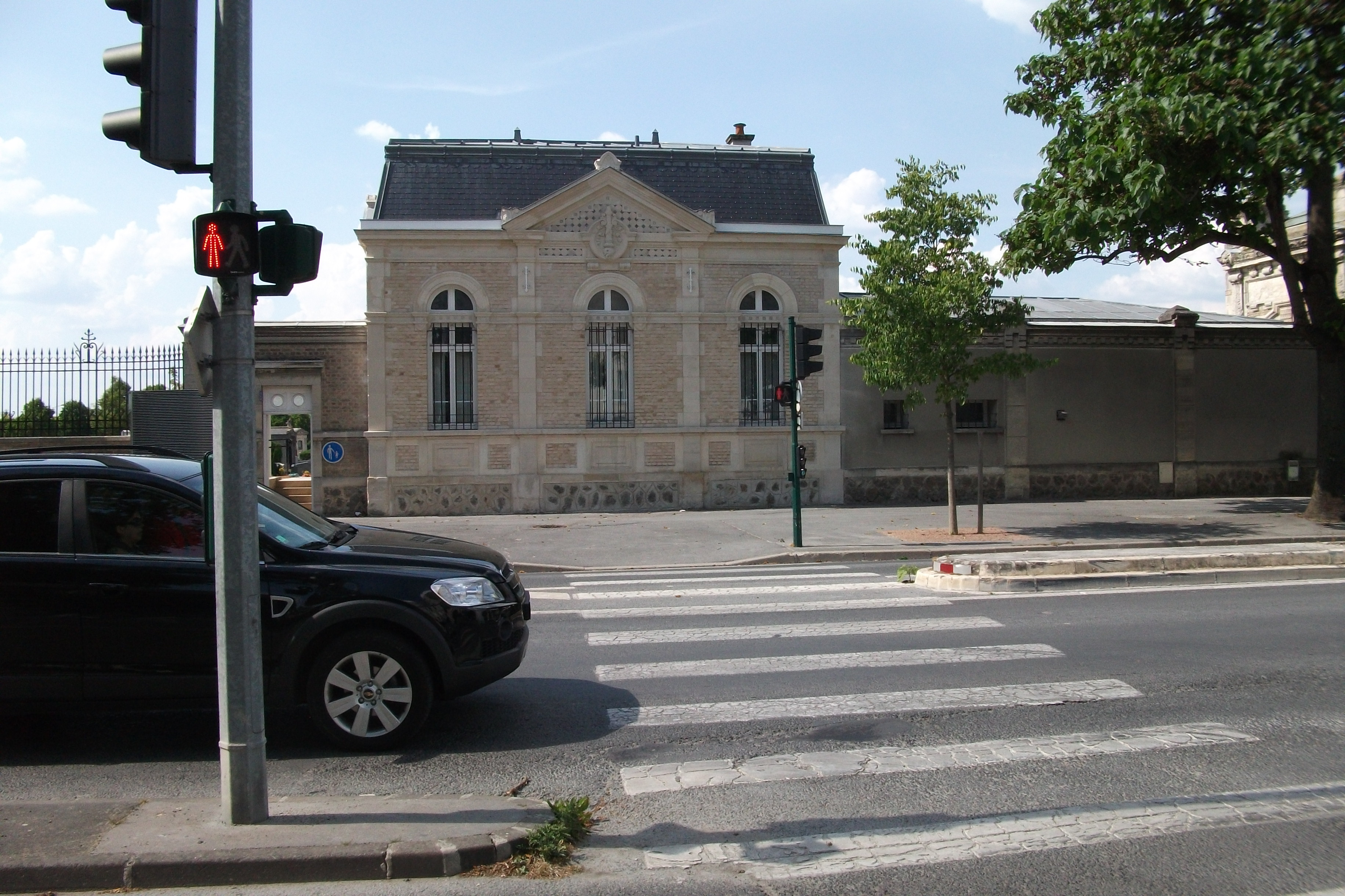
Entrée du cimetière.

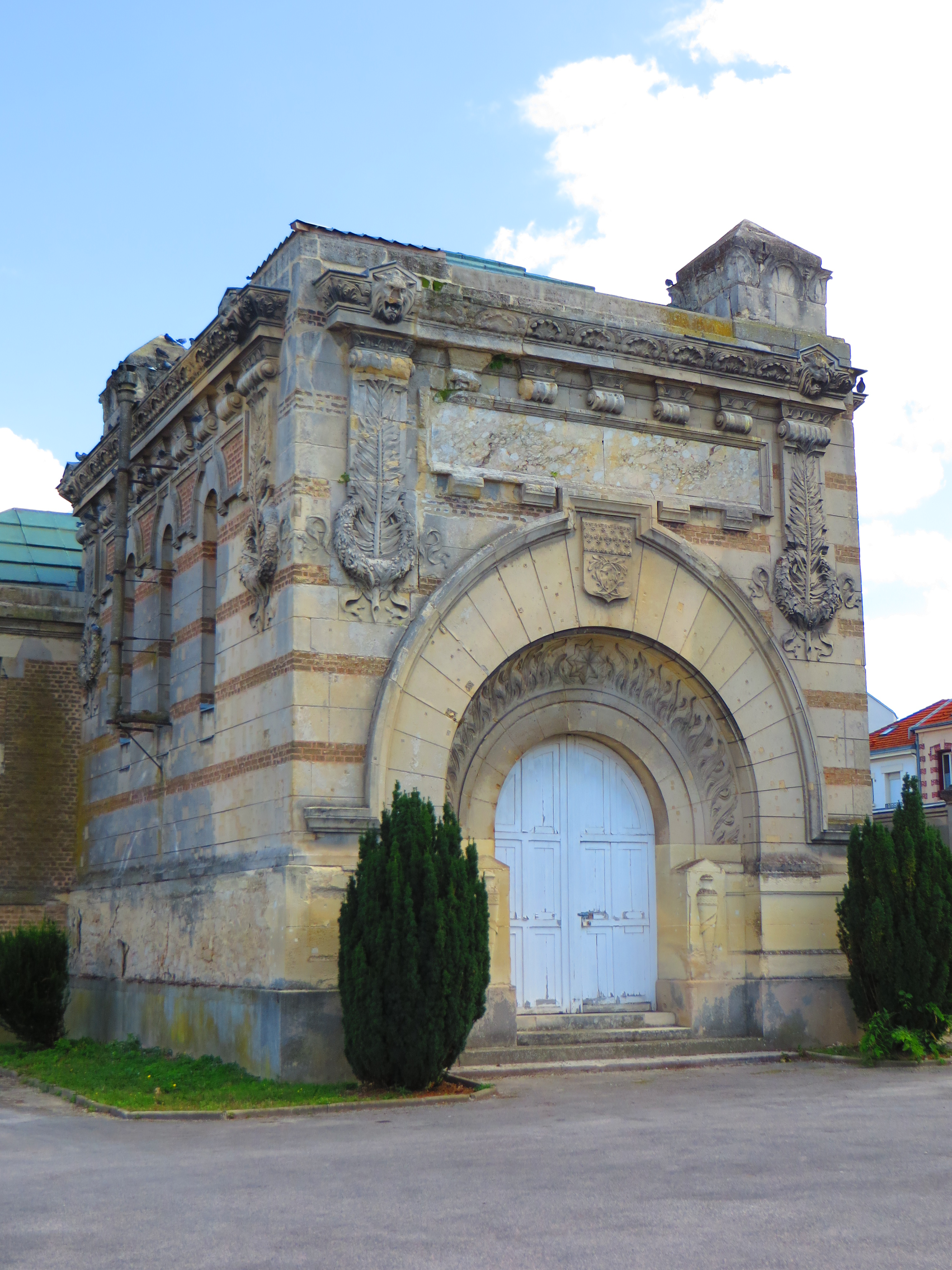
Ancien crématorium du cimetière de l'Est.

Le cimetière de l’Est a été ouvert en 1891. Il se situe dans l’avenue Jean-Jaurès, ancienne rue du Faubourg-Cérès. Il comprend à l'entrée un ancien crématorium bâti en 1893, selon les plans de Ernest Brunette, et qui a fonctionné de 1902 jusqu'en 1972. Le conduit de cheminée n'existe plus. Les sculptures du bâtiment ont été réalisées par le sculpteur Joseph Wary. Il a été construit grâce au legs de Claude Goïot, architecte métreur, expert, conseiller municipal socialiste en 1884, qui légua à la Ville les sommes nécessaires à l’établissement du crématorium. 

### Sépultures
- Mausolée des écuyers du cirque Gruss ;
- Roger Gilbert-Lecomte (1907-1943), poète français ;
- Jean Goulden (1878-1946) ;
- Louis Théron (1900-1956) ;
- John Littleton (1930-1998), chanteur de gospels ;
- hommage à Bernard Fresson (1931-2002), comédien ;
- Michel Robin (1930-2020), comédien.

## Cimetière de l'Ouest

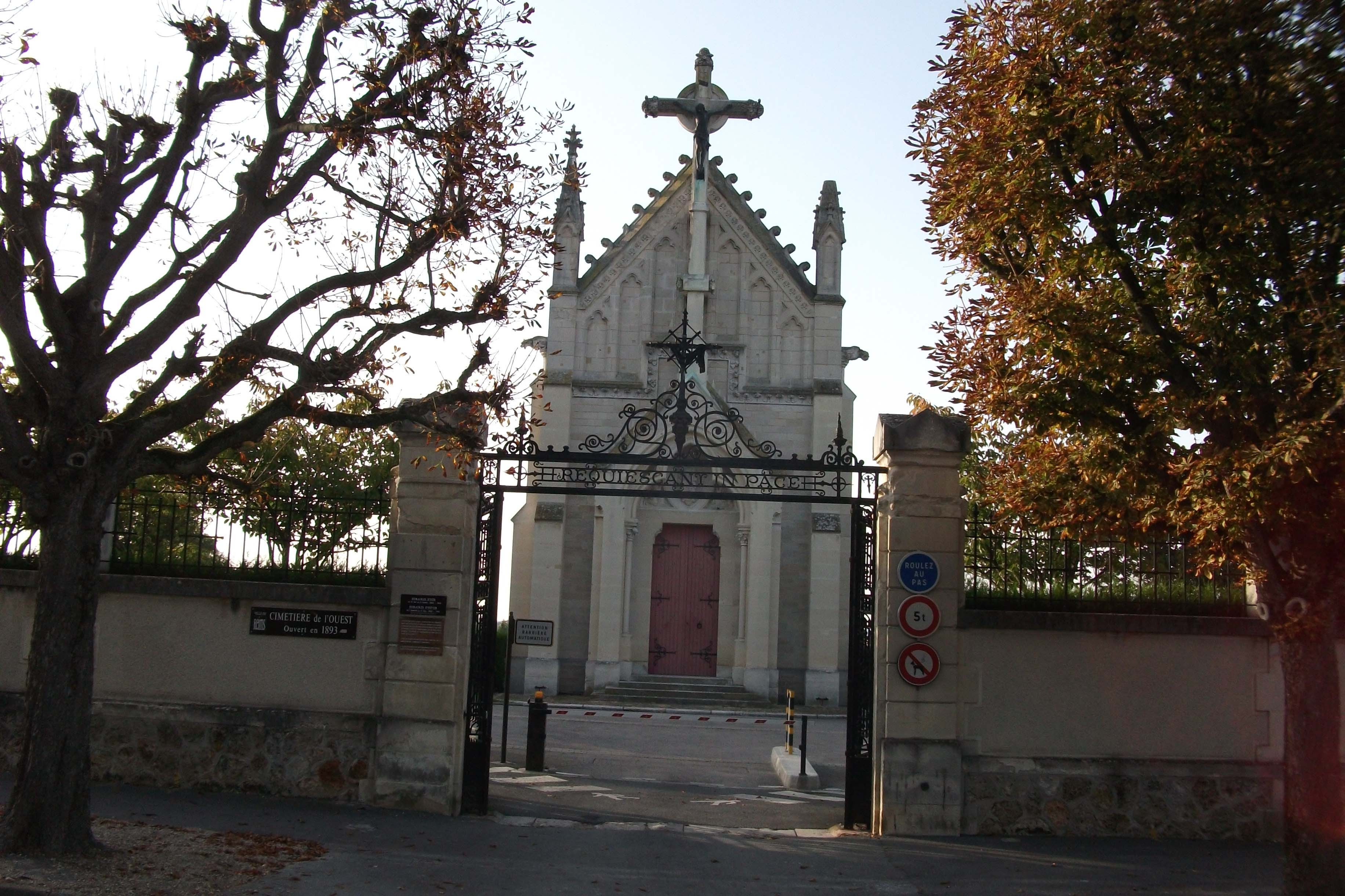
L'entrée et la chapelle.

Le cimetière de l'Ouest fut ouvert à Reims en 1893, il est ouvert sur un terrain donné par M. Eugène Rœderer (1815-1876), négociant en vins, qui fit aussi construire la chapelle Sainte-Geneviève, une plaque de dédicace se trouve à l'intérieur de la chapelle. Il se situe rue de Bezannes. 
Il accueille de nombreuses sépultures de personnes des congrégations religieuses (Frères des Écoles chrétiennes entre autres), de tombes d'indigents et une partie pour les militaires ; pendant la Seconde Guerre mondiale des soldats allemands y furent inhumés mais les dépouilles furent rapatriées.

### Sépultures
- Edmond Chauvet,
- Édouard Redont,
- Enguerrand Homps,
- Victor Desmet

## Cimetière israélite

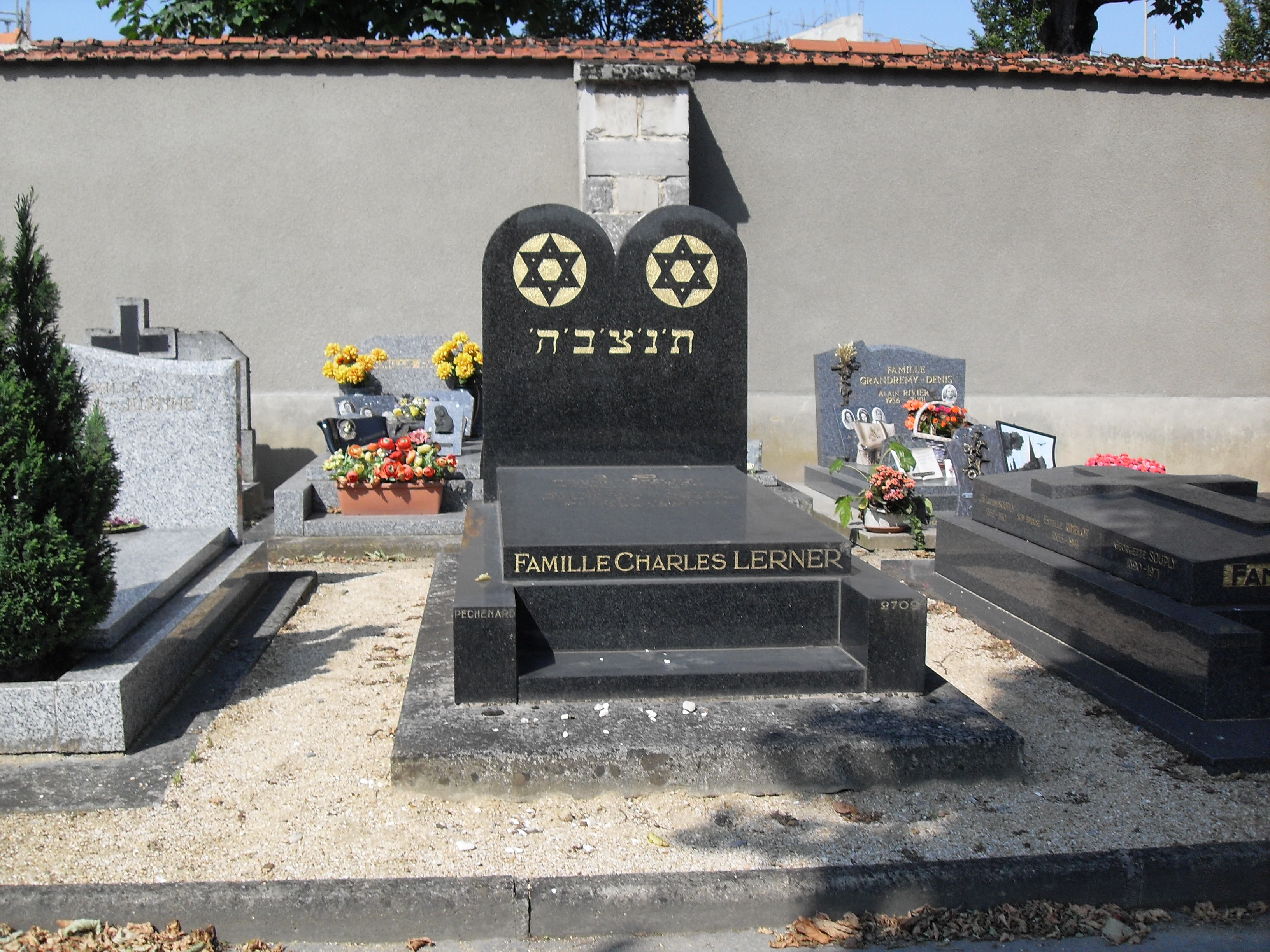
Tombe israélite dans le cimetière de l'Est.

Il n'y a pas de cimetière israélite séparé à Reims, mais un carré israélite dans les cimetières du Nord (1 bis rue du Champ-de-Mars), de l'Est (241 avenue Jean-Jaurès) et de la Neuvillette (accès : 17, rue de Bétheny-La-Neuvillette ou 42 avenue Maurice-Plongeron).
Par contre, il existe un cimetière israélite à Épernay. Établi à l'extérieur de la ville, en direction de Châlons-en-Champagne, il a été construit vers 1860. La plus vieille tombe date de 1863.

## Cimetière de la Neuvillette
Il se situe au nord de Reims, rue Betheny, créé en 1985. C'est un Cimetière paysager.

## Cimetière de Laon

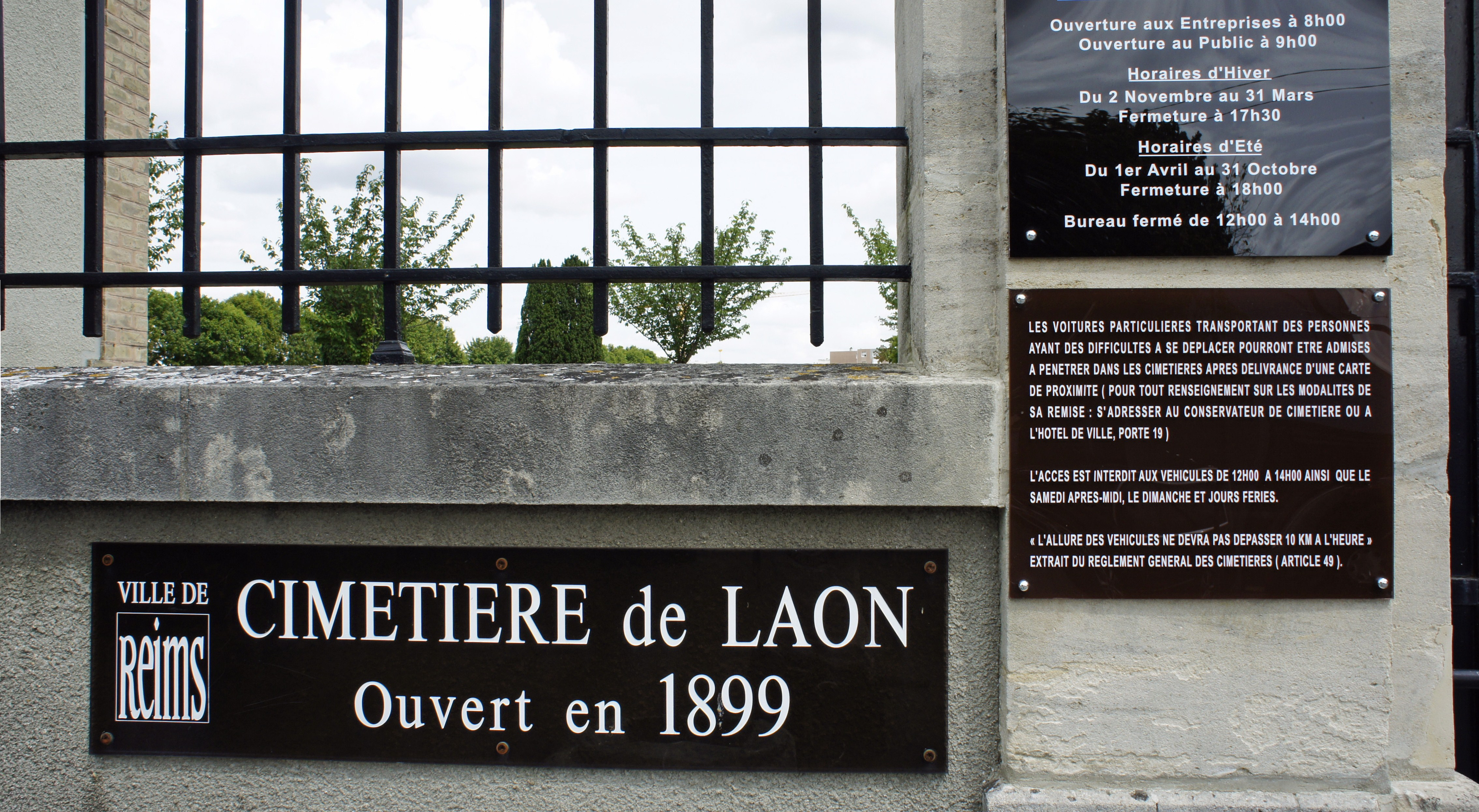
Entrée du cimetière.

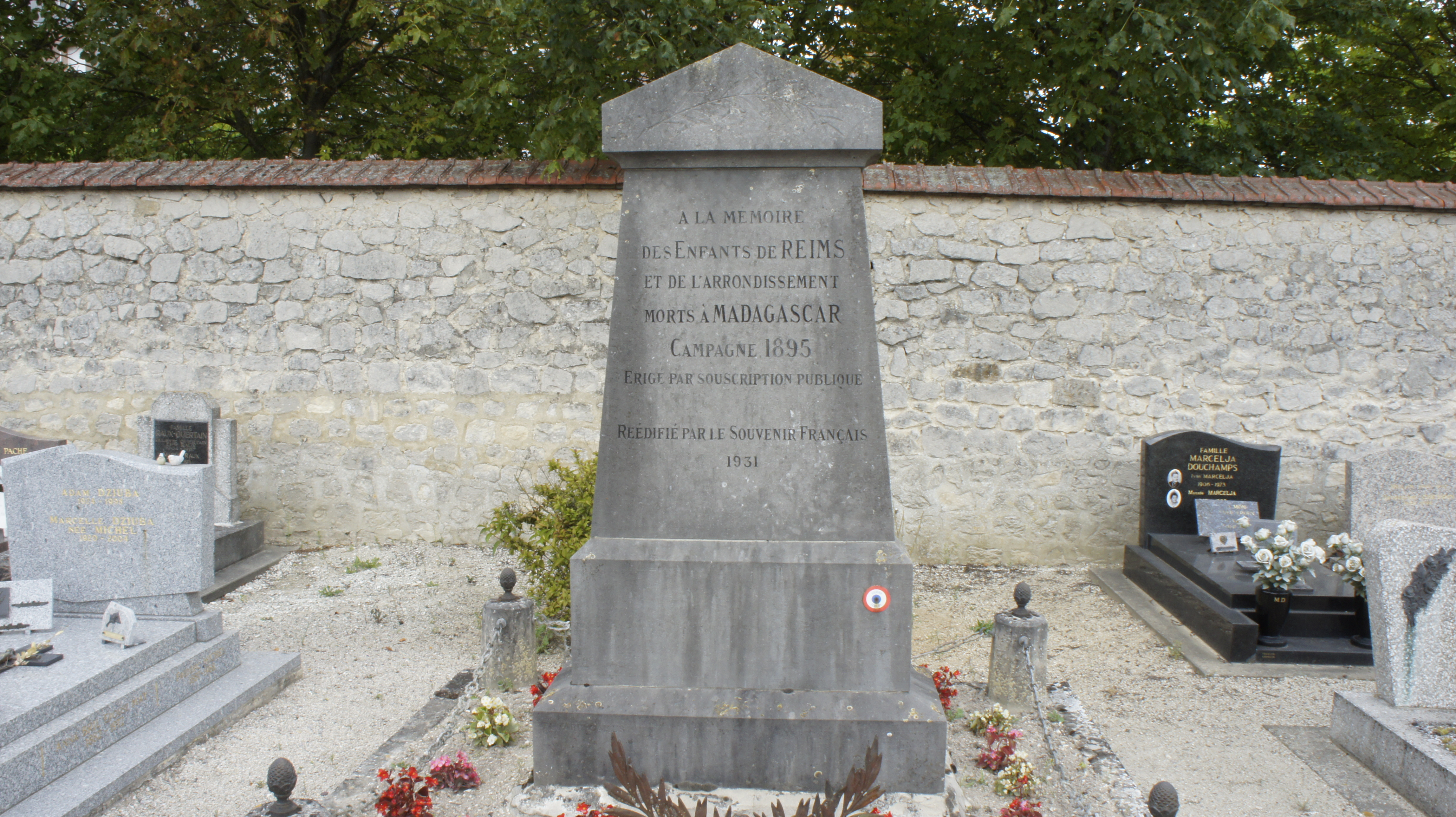
Campagne de Madagascar.

Il se situe au 452 avenue de Laon à Reims.
Se trouvant le plus au nord de la ville en regard de l'avenue éponyme, il fut ouvert en 1899 et accueille en plus des tombes civiles des monuments en hommages aux morts de Madagascar en 1895, aux Français et Françaises qui reposent en Algérie et Outre-mer. 

### Sépultures
- Léopold De Troeyer

## Anciens cimetières

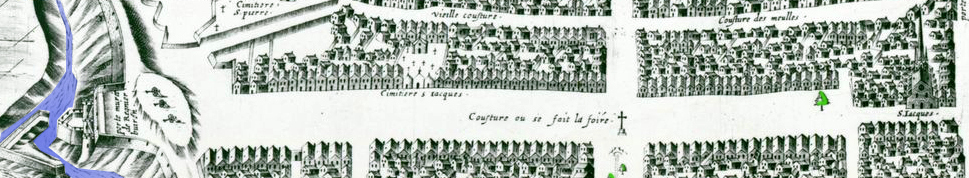
Plan de 1618 avec le cimetière St-Jacques,
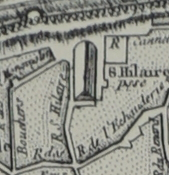
Contre l'église st-Hilaire sur le plan Moithey de 1775.

### Internet
- La Vie Rémoise - Galeries de photos.